# Пирана
Пирана (латински: pygocentrus piraya, португалски: piranha, шпански: piraña) je слатководна риба из породице Characidae из реда Characiformes распрострањена по рекама и језерима Јужне Америке позната по својим оштрим зубима. Иако се често описују као екстремно предаторске и углавном се хране рибом, њихове прехрамбене навике се знатно разликују, а такође конзумирају биљни материјал, те се класификују као омнивори.

## Таксономија и еволуција
Пирана припада потпородици Serrasalminae, која обухвата блиско сродне омниворне рибе као што су пакуи. Традиционално, само четири рода Pristobrycon, Pygocentrus, Pygopristis, и Serrasalmus су сматрана правим пиранама, због њихових специјализованих зуба. Међутим, недавна анализа је показала, да монофилетска група пирана обухвата само Serrasalmus, Pygocentrus, и део Pristobrycon, или да је треба проширити тако да обухвата и Pygopristis, Catoprion, и Pristobrycon striolatus. Утврђено је да је Pygopristis сроднији са Catoprion него са друга три рода пирана.
Укупан врој врста пирана није познат и предмет је расправа. Нове врсте и даље бивају описане. Процењује се да је број врста у опсегу од мање од 30 до више од 60.

## Анатомија
Пирана има око 60 врста. Већина врста су лешинари или се хране биљкама.
Већина врста пирана не нарасте више од 60 cm. Њихове боје варирају од плавкасто сребрне с наранчастим преливима на доњем делу трупа до готово потпуно црне. Свим врстама пирана заједничке су карактеристике листолико тело, оштра трбушна пераја и велика тупа глава с јаким вилицама у којима су оштри троугласти зуби.

## Распрострањеност
Црвено-трбушасте пиране распрострањене су од северне Аргентине до Колумбије, али их има највише у сливу реке Амазона, где живи 20 различитих врста. Од свих њих је врста Pygocentrus nattereri на најгорем гласу због своје снажне вилице и најоштријих зуба (оне нарасту до 50 cm). Оне су веома опасне за време ниског водостаја кад нападају у јатима од преко сто јединки. Некад нападају и велике животиње које се нађу у води, иако су такви случајеви врло ретки.
Црвено-трбушасте пиране ипак воле плен који је мањи од њих, или тек нешто већи. Оне пливају у јатима, и траже плен, а кад га нађу, сигнализирају другима. То вероватно чине помоћу звука, јер пиране имају изврсни слух. Кад нападну, свака јединка у јату јури да загризе плен, и онда се брзо одмиче да направи место за друге.
Зубаста пирана, која живи у сливу реке Ориноко и по притокама доњег Амазона и Сан Франциско пирана, која живи у водама бразилске реке Сан Франциско, такође су опасне и за људе. Ипак већина врста пирана никада не напада велике животиње, а напади пирана на људе су изузетно ретки. Иако пиране привлачи мирис крви, већина врста пирана су само лешинари, а не грабљивице. Чак 12 врста које се зову испосничке пиране (род Catoprion) живи искључиво од делова које падну са других риба (крљушт, делови пераја).

## Класификација
Ихтиолози често у својој класификацији одвајају грабљиве "прве пиране" од осталих вегетаријанских чланова - Serrasalminae. Прве пиране деле се на три врсте из рода Pygocentrus:
- , i
- [7]

Ипак током времена су у пиране укључена четири рода: Pristobrycon, Pygocentrus, Pygopristis i Serrasalmus, на основу тога што имају један ред оштрих троугластих зуба које сви чланови те врсте имају. Остале класификације пирана укључују и додатне родове, као што су Catoprion, или искључују Pristobrycon јер се та група не сматра од стране свих ихтиолога монофилном - јер не потичу од једног заједничког претка.

## Однос са људима
Зуби пирана се често користе као оруђа (нпр за резбарење дрвета или резање косе) или за модификовање других алата (као што је оштрење стрела). То је било документовано међу неколико јужно америчких племена, укључујући Камајаре и Шаванте у Бразилу и Пакахјуаре у Боливији. Пиране су исто тако популарна храна. Рибари се често сматрају сметњама јер краду мамце, једу улов, оштећују риболовну опрему и могу да угризу када се случајно ухвате.
Пиране се могу купити као кућни љубимци у појединим областима, мада су оне илегалне у многим деловима Сједињених Држава, и на Филипинима, где се увозници суочавају са шест месеци до четири године у затвору, а пиране се уништавају да би се спречила њихова пролиферација.
Најчешћа акваријумска врста пирана је Pygocentrus nattereri, пирана црвеног стомака. Пиране се могу ухватити као потпуно одрасле или као младе, кад често нису веће од нокта на палцу. Важно је да се Pygocentrus пиране држе појединачно или у групама од четири или више, а не у паровима, јер је агресија честа појава, те слабијој риби није дозвољено да преживи. Агресија је мање изражена кад се држе веће групе. Није неуобичајено да се нађу појединачне пиране којима недостаје једно око услед ранијег напада.

### Напади
Иако се у медијима често описују као изузетно опасне, пиране обично не представљају озбиљан ризик за људе. Међутим, долазило је до напада, посебно када су пиране у стресној ситуацији, као што су густе групе које се могу појавити када је водостај низак током сушне сезоне, а храна је релативно оскудна. Пливање у близини рибара може повећати ризик од напада због узбуђења изазваног рибом која се бори и присуством мамца за пецање у води. Прскање привлачи пиране и због тога деца чешће бивају нападнута него одрасли. Боравак у води када је особа већ повређена или на други начин онеспособљена повећава ризик. Понекад постоје знаци упозорења на локацијама високог ризика, и плаже у таквим областима су понекад заштићене баријером.
Већина напада пирана на људе доводи само до мањих повреда, типично на стопалима или шакама, али они су повремено озбиљнији и веома ретко могу бити фатални. У близини града Палмас у Бразилу, било је 190 напада пирана, од којих су се сви састојали од појединачног уједа за стопало, током прве половине 2007. године у једном вештачком језеру, које је настало након преграђивања реке Токантинс. У држави Сао Пауло, серија напада из 2009. године у реци Тиете резултирала је мањим повредама 15 особа. Године 2011, још једна серија напада у Хозе де Фреитасу у бразилској држави Пјауи имала је за последицу да је 100 људи било третирано за уједе њихових прстију на ногама или пета. Дана 25. децембра 2013, више од 70 купача је нападнуто у граду Росарио у Аргентини, исход чега су биле повреде шака и стопала. Године 2011, пијани осамнаестогодишњак је нападнут и убијен у Росарио дел Јата, Боливија. Године 2012, петогодишња бразилска девојчица је нападнута и убијена јатом P. nattereri. У фебруару 2015, шестогодишња девојчица је умрла након напада пирана кад се чамац њене баке преврнуо током летовања у Бразилу.